# Bukit Langkap (Karang Jaya)
Bukit Langkap is een bestuurslaag in het regentschap Musi Rawas van de provincie Zuid-Sumatra, Indonesië. Bukit Langkap telt 2051 inwoners (volkstelling 2010).